# 김정난
김정난(본명: 김현아 한국 한자: 金賢雅, 1971년 7월 16일 ~ )은 대한민국의 배우이다.
1991년 KBS 14기 공채 탤런트로 데뷔하였는데 이에 앞서 1990년 MBC 19기 공채 탤런트에 도전했지만 3차에서 탈락했으며 곽진영이 MBC 19기 공채 탤런트에 도전했으나 탈락했고 1991년 MBC 20기 공채 탤런트로 데뷔했다. 데뷔 초에는 본명인 김현아로 활동하였으나 1997년부터 "김정난"이라는 예명을 쓰고 있다. 한편, 《내일은 사랑》 이후 방송일이 자신의 이상과 맞지 않아 활동을 잠정 중단한 뒤 학교에 복학했으며 그 이후 배우로 복귀했으나 잊혀진 이름이 되자 한동안 리포터 활동을 하기도 했다.

## 학력
- 서울오류초등학교 (1984년 졸업)
- 개봉여자중학교 (1987년 졸업)
- 금옥여자고등학교 (1990년 졸업)
- 동국대학교 연극영화학과 (1994년 졸업)

## 출연작

### TV 드라마
- 1991년 KBS2 월화드라마 《형》 ... 사장실 비서 역
- 1991년 KBS2 일요아침드라마 《대추나무 사랑걸렸네》 ... 주희 역
- 1991년 KBS2 수목드라마 《아스팔트 내 고향》
- 1992년 KBS1 특집드라마《너의 이름은 효자》
- 1992년 KBS2 단막드라마 《TV 손자병법》
- 1992년~1994년 KBS2 청춘드라마 《내일은 사랑》 ... 황진선 역
- 1993년 KBS2 단막드라마 《신 손자병법》
- 1993년 KBS2 단막극 《드라마게임 - 남편 길들이기》
- 1994년 KBS2 수목드라마 《사라비아 공화국》
- 1994년 KBS2 일일연속극 《한쪽 눈을 감아요》 ... 윤희 역
- 1995년 KBS2 단막극 《드라마게임 - 결혼이 아름다운 몇가지 이유》
- 1995년 MBC 아침드라마 《행복》 ... 최영선 역
- 1996년 MBC 월화드라마 《그들의 포옹》 ... 강영주 역
- 1997년 MBC 월화드라마 《산》 ... 남희 역
- 1997년 MBC 추석특집극 《누리야 누리야 뭐하니》 ... 강자 역
- 1997년 MBC 단막극 《베스트극장 - 용서받지 못한 여자》
- 1998년 KBS1 대하드라마 《왕과 비》 ... 귀인 정씨 역
- 1998년 MBC 아침드라마 《맏이》 ... 윤지원 역
- 1999년 KBS1 일일연속극 《해뜨고 달뜨고》
- 1999년 SBS 아침연속극 《지금은 사랑할 때》 ... 장은지 역
- 2000년 MBC 단막극 《베스트극장 - 제과점 앞에서 붕어빵을 굽다》
- 2000년 MBC 단막극 《베스트극장 - 내 생애 단 한번》
- 2000년 MBC 단막극 《베스트극장 - 사랑에 대한 예의》
- 2000년 MBC 단막극 《베스트극장 - 내가 너무 사랑하는 당신》
- 2000년 KBS1 TV소설 《약속》 ... 지수 역
- 2000년 MBC 특집드라마 《가시고기》 ... 여진희 역
- 2000년 SBS 드라마스페셜 《불꽃》 ... 주인공 이영애를 취재하는 잡지사 기자, 송유선 역으로 중간즈음에 출연했는데, 이영애 절친 장서희와 친구가 되는 설정으로 극 후반까지 계속 나왔다.
- 2000년 MBC 월요시트콤 《세 친구》 ... 정신과 의사 정웅인을 짝사랑하는 순정녀 김정난 역, 피트니스 클럽 영업실장 윤다훈을 뒤쫓는 복수녀 꽃집 주인 김정난 역으로 각각 카메오 단역
- 2001년 MBC 단막극 《베스트극장 - 사랑한다면 이들처럼》
- 2001년 KBS2 단막극 《드라마시티 도시괴담 - 사령》
- 2001년 SBS 일요시트콤 《여고시절》 ... 영어선생님 역
- 2001년 MBC 주말연속극 《여우와 솜사탕》 ... 봉인화 역
- 2002년 MBC 단막극 《베스트극장 - 심심풀이 로맨스》 ... 정은 역
- 2002년 KBS1 TV소설 《인생화보》 ... 이애림 역
- 2003년 KBS2 주말연속극 《저 푸른 초원 위에》 ... 나애란 역
- 2003년 SBS 드라마스페셜 《요조숙녀》 ... 윤정희 역
- 2003년 KBS2 아침드라마 《나는 이혼하지 않는다》 ... 유승혜 역
- 2004년 MBC 명랑가족시트콤 《아가씨와 아줌마 사이》 ... 김정난 역
- 2004년 KBS1 일일연속극 《금쪽같은 내 새끼》 ... 최영란 역
- 2004년 MBC 주말연속극 《사랑을 할꺼야》 ... 박세미 역
- 2005년 KBS2 아침드라마 《위험한 사랑》 ... 윤수완 역
- 2005년 SBS 금요드라마 《그 여자》 ... 하정선 역
- 2006년 KBS2 주말연속극 《인생이여 고마워요》 ... 한경숙 역
- 2006년 MBC 아침드라마 《있을 때 잘해!!》 ... 조은수 역
- 2007년 tvN 미니시리즈 《인어 이야기》 ... 남수현 역
- 2007년 MBC 수목미니시리즈 《개와 늑대의 시간》 ... 유경화 역
- 2007년 OCN TV무비 《키드갱》 ... 영숙 역
- 2008년 SBS 금요드라마 《우리집에 왜왔니》 ... 한득수 역
- 2008년 KBS1 일일연속극 《너는 내 운명》 ... 반소영 역
- 2009년 KBS2 수목드라마 《파트너》 ... 김영숙 역 (특별출연)
- 2009년 MBC 주말연속극 《인연만들기》 ... 김윤희 역
- 2010년 SBS 드라마스페셜 《산부인과》 ... 민선 역 (특별출연)
- 2010년 KBS2 월화드라마 《구미호: 여우누이뎐》 ... 양 부인 역
- 2010년 KBS2 단막극 《드라마 스페셜 - 소년, 소녀를 만나다》 ... 미영 역
- 2010년 KBS2 수목드라마 《프레지던트》 ... 신희주 역
- 2011년 KBS2 장애인의날특집극 《그대로도 괜찮아》 ... 서 선생님 역
- 2012년 SBS 주말특별기획 《신사의 품격》 ... 박민숙 역
- 2012년 KBS2 수목드라마 《각시탈》 ... 이화경 역
- 2012년 KBS2 단막극 《드라마 스페셜 - 저어새, 날아가다》 ... 주희 역
- 2013년 SBS 드라마스페셜 《내 연애의 모든 것》 ... 고동숙 역
- 2013년 SBS 주말특별기획 《세 번 결혼하는 여자》 ... 정태희 역
- 2014년 KBS2 주말연속극 《가족끼리 왜 이래》 ... 노영설 역
- 2015년 KBS2 월화드라마 《후아유 - 학교 2015》 ... 신정민 역
- 2015년 tvN 월화드라마 《풍선껌》 ... 오세영 역
- 2016년 SBS 주말드라마 《그래, 그런거야》 ... 강수미 역
- 2016년 JTBC 금토드라마 《판타스틱》 ... 최진숙 역
- 2017년 KBS2 월화드라마 《완벽한 아내》 ... 나혜란 역
- 2018년 JTBC 금토드라마 《SKY 캐슬》 ... 이명주 역
- 2019년 KBS2 수목드라마 《닥터 프리즈너》 ... 오정희 역
- 2019년 tvN 금토드라마 《사랑의 불시착》 ... 마영애 역
- 2020년 KBS2 월화드라마 《본 어게인》 ... 장혜미 역
- 2020년 tvN 수목드라마 《구미호뎐》 ... 탈의파 역
- 2021년 tvN 수목드라마 《마우스》... 성지은 역
- 2021년 ~ 2022년  JTBC  토일드라마  《설강화 : snowdrop》 ... 홍애라 역
- 2022년  JTBC  금토일드라마  《재벌집 막내아들》 ... 손정래 역
- 2023년 tvN 토일드라마 《구미호뎐 1938》... 탈의파 역
- 2024년 tvN 토일드라마 《눈물의 여왕》 … 홍범자 역
- 2024년 tvN 월화드라마 《우연일까?》 ... 백도선 역
- 2025년 SBS 금토드라마 《보물섬》 … 차덕희 역

### 영화
- 2001년 《나비》 ... 여행사 사원 역(목소리 출연)
- 2005년 《키다리 아저씨》 ... 이지현 역
- 2006년 《타짜》 ... 세란 역
- 2008년 《잘못된 만남》 ... 호철의 아내 역
- 2008년 《아기와 나》 ... 준수 담임 역
- 2009년 《딱정벌레》 ... 전희수 역
- 2011년 《위험한 상견례》 ... 영자 역
- 2012년 《청포도 사탕: 17년 전의 약속》 ... 정은 역
- 2023년 《미끼》 ... 도혜진 역
- 2024년 《세상 참 예쁜 오드리》 ... 오미연 역

### 연극
- 1995년 《여자는 무엇으로 사는가》 ... 영채 역
- 1996년 《그 남자의 젊고 특별한 여자》(모노드라마)
- 2008년 《햄릿》 ... 거투르트 역
- 2009년 《미스맘》 ... 강나영 역
- 2018년 《진실X거짓》 ... 알리스 역
- 2019년 《진실X거짓》 - 성남 ... 알리스 역

### 텔레비전 프로그램
- 1994년 KBS2 《체험 삶의 현장》
- 1994년 KBS2 《TV는 사랑을 싣고》
- 1995년 KBS2 《풍물기행 세계를 가다》
- 1995년 SBS 《코미디 전망대》 ... 진행
- 1996년 KBS2 《퀴즈 탐험 신비의 세계》
- 1997년 KBS2 《생방송 좋은 아침입니다》 ... 진행
- 1998년 KBS1 《체험 삶의 현장》
- 1999년 KBS2 《TV는 사랑을 싣고》
- 2007년 SBS 《헤이헤이헤이 시즌 2》
- 2007년 SBS 《야심만만 만명에게 물었습니다》
- 2011년 SBS 《도전 1000곡》
- 2011년 SBS 《강심장》
- 2012년 SBS 《강심장》
- 2012년 tvN 《백지연의 피플INSIDE》[6][7][8][9][10]
- 2012년 SBS 《고쇼》
- 2012년 MBC 《황금어장 라디오스타》
- 2012년 tvN 《SNL 코리아》 ... 호스트
- 2013년 ~ 2014년 MBC 《컬투의 베란다쇼》 ... 진행
- 2013년 MBC QueeN 《살림살이 차트쇼-더 퀸》 ... 진행
- 2013년 SBS 《맨발의 친구들》
- 2014년 SBS 《런닝맨》
- 2015년 SBS 《썸남썸녀》
- 2016년 KBS2 《1 대 100》
- 2016년 EBS 《장학퀴즈》 금옥여자고등학교[11]
- 2017년 tvN 《수요미식회》
- 2018년 MBC 《황금어장 라디오스타》
- 2019년 MBN 《모던 패밀리》 ... 진행
- 2019년 JTBC 《어서 말을 해》

### 라디오 프로그램
- 2007년 ~ 2008년 SBS 라디오 《김정난의 라디오시티》 ... DJ
- 2012년 ~ 2013년 tbs 교통방송 《달콤한 밤 당신의 도시》 ... DJ
- 2015년 EBS FM 《EBS 책 읽는 라디오 낭독 시리즈》

### CF
- 2012년 동아제약 비겐크림폼
- 2013년 오라클 라보케어 프리미엄 4D 블랙마스크 콜라겐
- 2013년 롯데카드
- 2014년 KCC 홈씨씨인테리어
- 2014년 러시앤캐시 OK!저축은행
- 2016년 쎄니팡
- 2019년 키스마이스킨
- 2019년 고려인삼

## 수상 및 후보
| 연도 | 시상식                    | 부문                            | 작품                | 결과 |
| ---- | ------------------------- | ------------------------------- | ------------------- | ---- |
| 1992 | KBS 연기대상              | 여자 신인연기상                 | 내일은 사랑         | 후보 |
| 1993 | KBS 연기대상              | 여자 신인연기상                 | 내일은 사랑         | 수상 |
| 1994 | 제30회 백상예술대상       | TV부문 여자 신인연기상          | 내일은 사랑         | 수상 |
| 2008 | KBS 연기대상              | 일일극부문 여자 우수연기상      | 너는 내 운명        | 수상 |
| 2012 | 제1회 에이판 스타 어워즈  | 여자 연기상                     | 신사의 품격         | 수상 |
| 2012 | SBS 연기대상              | 주말/연속극부문 여자 특별연기상 | 신사의 품격         | 수상 |
| 2012 | KBS 연기대상              | 여자 조연상                     | 각시탈              | 후보 |
| 2013 | SBS 연기대상              | 미니시리즈부문 여자 특별연기상  | 내 연애의 모든 것   | 후보 |
| 2019 | KBS 연기대상              | 미니시리즈부문 여자 조연상      | 닥터 프리즈너       | 수상 |
| 2019 | KBS 연기대상              | 베스트 커플상 (with 장현성)     | 닥터 프리즈너       | 수상 |
| 2024 | 제44회 황금촬영상         | 촬영감독이 선정한 여자인기상    | 세상 참 예쁜 오드리 | 수상 |
| 2024 | 제10회 에이판 스타 어워즈 | 여자 연기상                     | 눈물의 여왕         | 수상 |

## 홍보대사
- 2006년 한화 이글스 명예홍보대사
- 2009년 전주한지문화축제 홍보대사
- 2011년 강진청자축제 홍보대사
- 2014년 동국대학교 건학 108주년 기념 홍보대사
- 2017년 KBS교향악단 홍보대사[12]